# Chiesa dell'Annunziata (Giugliano)
Il santuario dell'Annunziata (o dell'Ave Gratia Plena) è una tra le più importanti chiese di Giugliano in Campania. Sorge su piazza dell'Annunziata, all'incrocio tra il corso Campano, nucleo di sviluppo del centro cittadino, e via Licante; singolare e molto caratteristica è la disposizione facciata della chiesa - campanile - facciata dell'ospedale che vi prospettano.
La chiesa conserva numerose tele dal XV al XVIII secolo: sono rappresentati anche notevoli artisti della scuola napoletana quali Massimo Stanzione e Carlo Sellitto.

## Storia
La chiesa fu edificata in tempi imprecisati, probabilmente sul sito di un piccolo oratorio, ma i primi documenti che la riguardano risalgono al XVI secolo.
Nel XVII secolo la chiesa fu ampliata, assumendo l'attuale planimetria a croce latina, ad una navata con piccole cappelle, profonda abside e transetto. Nel secolo successivo fu terminata la grande cupola all'incrocio.
Adiacente al complesso si sviluppò, tra il XVIII ed il XIX secolo, l'edificio dell'ospedale nato a fini assistenziali, nell'edificio vi furono diretti lavori architettonici di Giuseppe Astarita che progettò l'altare maggiore con la collaborazione di Bartolomeo Vecchione come perito e progettista ed infatti modificò il disegno dell'altare con l'aggiunta di quattro colonne.
La chiesa è di proprietà dell'Asl Na2. 
Dal 2001 è ingabbiata da impalcature e transenne poiché necessita di lavori di restauro e messa in sicurezza. Nel 2023, dopo oltre 20 anni sono stati stanziati i fondi per rendere pienamente fruibile il sito da lungo tempo in stato di cantiere.
Nel 2024 il Santuario dell’Annunziata e il Campanile sono stati riconosciuti “monumenti di interesse storico e artistico”.

## Esterno

### La facciata
La bella ed elegante facciata, del XVIII secolo, sostituì un paramento "a rustico". Essa è articolata su due ordini, mossa da doppie lesene che reggono un timpano curvilineo, affiancato da pinnacoli; al centro un finestrone ed un bel portale in piperno: se ne segnalano le porte, del XVII secolo, con pregiati bassorilievi scolpiti nel legno.

### Il campanile e la facciata dell'ospedale
Il campanile è del XVIII secolo: si eleva per tre piani su un basamento in bugnato di piperno; al secondo livello, un orologio meccanico. La differente altezza di ogni piano conferisce all'architettura della torre una particolare, vibrante eleganza, contenuta però dalla classica bicromia grigio piperno- arancione laterizio. 
A destra la facciata ottocentesca dell'ospedale completa il fronte sulla piazza: da notare la bella architettura che, pur replicando alcuni motivi della vicina facciata settecentesca (pinnacoli, lesene), sa inserirsi nel contesto sobriamente ed in piena originalità.

## L'interno e la prima opera di Massimo Stanzione

L'interno

La chiesa si sviluppa, come detto, su pianta a navata unica, con transetto ed abside; molto ricca appare la decorazione barocca.
Il soffitto ligneo della navata, riccamente intagliato, reca la data 1615 e negli anni tra il 1618 e il 1622 fu decorato da cinque quadri che, a detta di Giovan Battista Basile, furono eseguiti da Domenico Lama (Natività della Vergine); Giovanni Vincenzo Forlì (Incoronazione della Vergine, Presentazione di Gesù al tempio); Giovan Antonio Amato ( Sposalizio della Vergine) e Massimo Stanzione (Presentazione della Vergine al Tempio)
Allo Stanzione viene assegnato il compito di eseguire uno dei quadri piccoli del soffitto, raffigurante la Presentazione della Vergine al tempio. Il quadro è comprovato da un documento dell'anno 1618, citato dal Basile: «L'altro esprime la Presentazione ed è opera del Cavaliere Massimo Stanzioni dell'anno 1618». 
Questa è la prima opera dello Stanzione pervenutaci, attestata da una notizia documentaria e che costituisce un punto di partenza per la ricostruzione cronologica dell'opera giovanile del pittore.
Il dipinto rovinatissimo è di difficile lettura. Si nota che l'artista resta legato alla pittura di Giovan Vincenzo Forlì e di Fabrizio Santafede, soprattutto per quel che riguarda lo stile figurativo. Nella luce relativamente violenta già si palesa, invece, la conoscenza della pittura di Caravaggio e dei suoi primi seguaci napoletani.
Le quindici cappelle sulla navata ospitano altrettanti altari di patronato delle principali famiglie della città: le decorano tele che vanno dal XVI al XVIII secolo (si segnala quella della prima cappella a sinistra, di Massimo Stanzione) e varie lapidi con stemmi scolpiti.

### La cappella della Madonna della Pace (Santissimo Sacramento)
La più grande, la sesta a destra, è dedicata alla Madonna della Pace; questa si presenta quasi come una chiesa nella chiesa: a nave unica con cappelle, transetto, abside e cupola. Anch'essa conserva vari dipinti del Seicento, di Carlo Sellitto, Nicola Cacciapuoti, Giovanni Sarnelli, ed una bellissima decorazione in stucco.

### Tra navata e presbiterio
Sulla destra, grandioso organo ligneo dorato della fine del XVII secolo, seguito da un elegante pulpito, sempre di legno, in stile rococò.
Negli ambienti di raccordo al transetto sinistro sono conservati pannelli di un interessante polittico dei primi del XVI secolo, con storie della Vergine, ed una lastra tombale marmorea coeva.

### Il presbiterio
Alle testate dei transetti, altari e dipinti del XVIII secolo.
Notevole è l'area absidale, limitata da una balaustra in marmi policromi: la grandiosa macchina barocca dell'altare si staglia contro la parete di fondo ed è introdotta dai pregevoli stalli lignei del coro.
Mostra sull'altare maggiore la ricca tavola dell'Annunciazione, opera di Angelillo Arcuccio, esponente dello stile gotico internazionale (secolo XV).